# Campoplex parallelus
Campoplex parallelus är en stekelart som beskrevs av Henry Lorenz Viereck 1925. Campoplex parallelus ingår i släktet Campoplex och familjen brokparasitsteklar. Inga underarter finns listade.